# Sean Vedrinelle
Sean Vedrinelle, né le 1er novembre 1995 dans le 13e arrondissement de Paris, est un rameur d'aviron français licencié à l'Aviron Grenoblois.

## Carrière
Il remporte aux Championnats d'Europe d'aviron 2018 à Glasgow avec Benoît Brunet, Benoît Demey et Édouard Jonville la médaille de bronze en quatre sans barreur.